# Ancalagon, o Negro
Ancalagon, também conhecido como Ancalagon, o Negro, é um dragão presente nas lendas criadas pelo escritor britânico J. R. R. Tolkien, com destaque em sua obra O Silmarillion.
Criado por Morgoth nas profundezas de sua fortaleza em Angband, Ancalagon participa da última batalha da Primeira Era, que envolve o confronto entre os exércitos dos Valar e Morgoth para libertar a Terra Média do domínio deste último. Percebendo suas forças em desordem, Morgoth, como último recurso, revela os dragões alados liderados por Ancalagon, o Negro. Eärendil, ao lado de Thorondor, enfrenta Ancalagon em uma batalha aérea, na qual o dragão é abatido, destruindo os picos de Thangorodrim e contribuindo para a derrota de seu mestre. Essa narrativa provavelmente se inspira na batalha entre o dragão Satanás e o Arcanjo Miguel descrita no Livro do Apocalipse.
Como o primeiro dragão voador a aparecer na história, Ancalagon marca um ponto de virada na evolução física dessa espécie no universo de Tolkien.

## Características

### Nomes
O nome "Ancalagon" é explicado em The Lost Road and Other Writings [en] como "mandíbulas impetuosas" ou "tempestade mordaz", derivado do  Sindarin anc(a), que significa "mandíbula, mordida", e alag, que pode significar "impetuoso" ou alagos, "tempestade de vento". Na versão em inglês do Quenta, Tolkien traduz Ancalagon como Anddraca, utilizando o prefixo oposicional and- e draca, que significa "dragão" em Inglês Antigo. Como em outros nomes "traduzidos" [en] para o Inglês Antigo, Tolkien busca sons semelhantes aos dos nomes originais, sem priorizar equivalência exata de significado.

### Descrição
A descrição de Ancalagon é mantida sucinta. Considerado "o maior de todos os dragões", ele é o primeiro dos dragões alados. De cor negra, seu nome sugere mandíbulas impressionantes. Apesar de seu poder, em O Senhor dos Anéis, Gandalf afirma a Frodo que Ancalagon não teria sido capaz de destruir o Um Anel:
| “                                         | "Dizem que o fogo dos dragões era capaz de derreter e consumir os Anéis do Poder, mas não há mais dragões na terra cujo fogo antigo seja quente o suficiente; e nunca houve, nem mesmo Ancalagon, o Negro, que pudesse causar dano ao Um Anel, o Anel Soberano, pois este foi forjado pelo próprio Sauron." | ” |
| — J. R. R. Tolkien, "A Sombra do Passado" | |   |

## História
No final da Primeira Era, no ano 587, poucos anos após a queda de Gondolin e a destruição do reino de Doriath, Eärendil e Elwing partem para Valinor a fim de convencer os Valar a salvar a Terra Média do jugo de Morgoth. Graças à sua intervenção, os exércitos dos Valar, liderados por Eönwë, arauto de  Manwë, Finarfin, rei dos Noldor de Aman, Ingwë, rei dos Vanyar, e Eärendil, navegando em Vingilot, marcham rumo a Thangorodrim, sob a qual se encontra a fortaleza de Morgoth. Eles são acompanhados pelos exércitos dos Edain.
Morgoth mobiliza a maior parte de suas forças a partir de Angband, mas elas são rapidamente derrotadas pelos Valar. Sentindo a vitória escapar, ele convoca suas forças de reserva: os primeiros dragões alados, liderados por Ancalagon, o Negro. O ataque é tão avassalador que "os exércitos dos Valar recuaram diante do trovão, relâmpagos e furacão de chamas que precediam os dragões". Contudo, Eärendil, em seu navio Vingilot, junto a Thorondor, que comanda uma frota de aves, enfrenta Ancalagon e os demais dragões durante "um dia e uma noite inteiros de incerteza". Eärendil consegue abater Ancalagon, que, ao cair, destrói os picos de Thangorodrim, encerrando a Guerra da Grande Ira. Angband é invadida, e Morgoth é aprisionado pelos Valar, marcando o fim da Primeira Era da Terra Média.

## Versões
Tolkien não menciona Ancalagon no Esboço de Mitologia de 1926 nem na primeira versão do Quenta, escrita na década de 1930. Há um rascunho do ataque dos dragões alados, mas Ancalagon ainda não existe. O dragão aparece pela primeira vez na segunda versão do Quenta, assumindo o papel que manterá no restante do legendário. Nessa versão, assim como na reescrita posterior, o Quenta Silmarillion anterior a 1937, Ancalagon possui asas de aço.
Em versões posteriores, particularmente no ensaio de 1969 The Problem of Ros, Tolkien sugere que Ancalagon pode ter sido derrotado por  Túrin, que, segundo a profecia de Andreth, retorna após sua morte do vazio exterior de Arda para lutar na Batalha Final. Não está claro, porém, se Tolkien se refere à Guerra da Grande Ira (hipótese de Christopher Tolkien) ou à Dagor Dagorath, a batalha que marca o fim do mundo (hipótese de John D. Rateliff).

## Análise
Ancalagon é comparado ao dragão Miðgarðsormr, que enfrenta Thor durante o Ragnarök, e também ao dragão bíblico que representa Satanás, confrontado pelo Arcanjo Miguel, conforme a profecia narrada no Apocalipse do Livro do Apocalipse. A referência ao ensaio linguístico de Tolkien, Athrabeth Finrod ah Andreth, publicado em Morgoth's Ring [en], que introduz a profecia de Andreth, reforça a "importância mitológica de Ancalagon no legendário", assim como o paralelo com Miðgarðsormr.
Apesar de seu papel limitado, o personagem é de extrema relevância, tanto por contribuir para a queda de seu mestre quanto por marcar a evolução da raça dos dragões, sendo o primeiro dragão alado. Rateliff lamenta que o confronto entre Ancalagon e Eärendil não seja mais detalhado. Segundo Kristin Larsen, essa batalha representa uma interpretação sob a ótica do evemerismo de uma chuva de meteoroides caindo sobre Vênus, a estrela associada a Eärendil na mitologia de Tolkien. Evans descreve o confronto como "titânico" e a queda de Ancalagon como "cataclísmica".

Thor enfrenta Miðgarðsormr durante o Ragnarök.
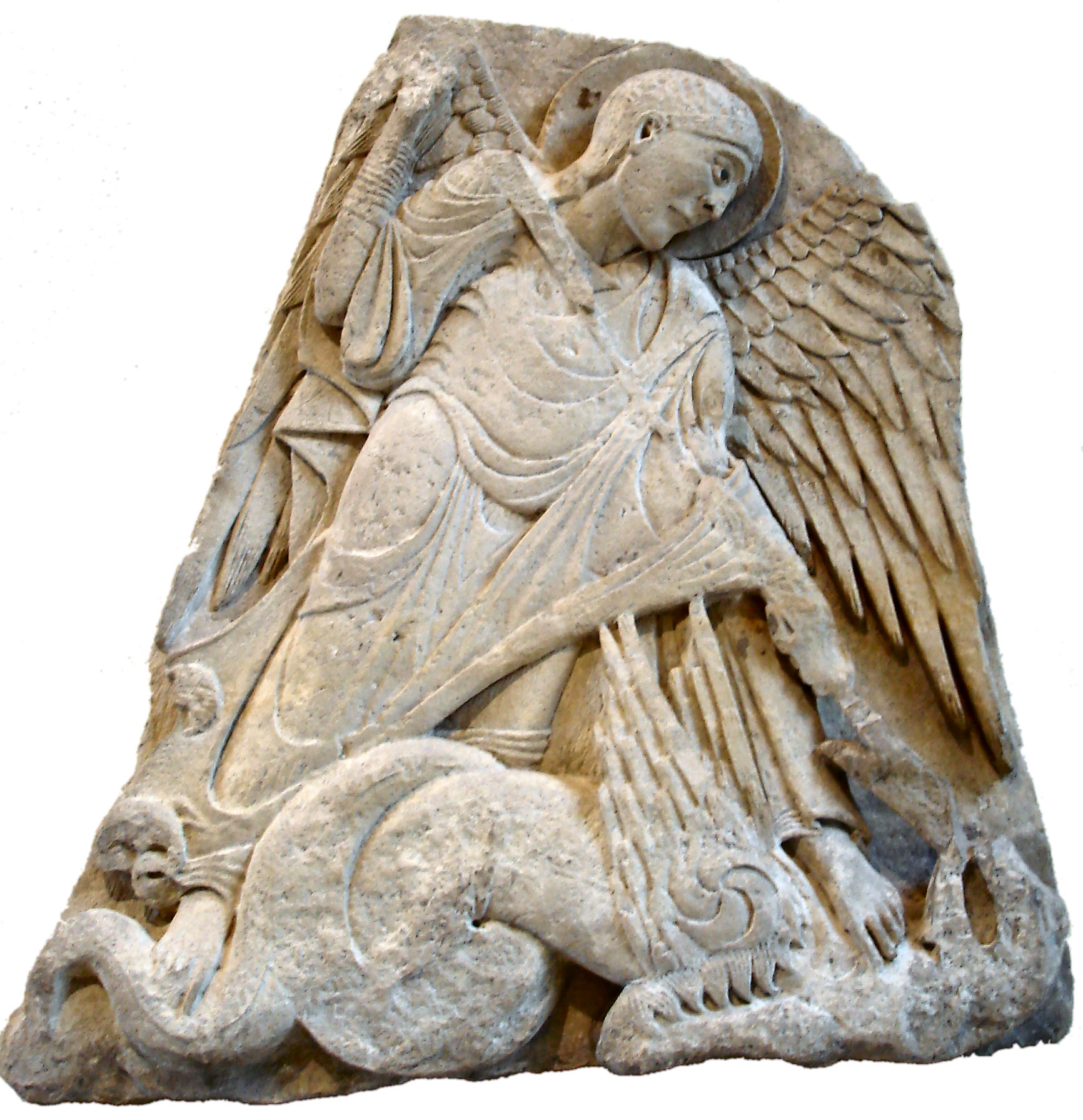
São Miguel derrota o dragão, uma cena que possivelmente inspirou a batalha entre Eärendil e Ancalagon.

## Adaptações e legado
A batalha entre Ancalagon, o Negro, e Eärendil foi ilustrada por Ted Nasmith. Jenny Dolfen [en] também retratou o dragão em uma ilustração.

### J. R. R. Tolkien
- Tolkien, J. R. R. (1954a). The Lord of the Rings: The Fellowship of the Ring [O Senhor dos Anéis: A Sociedade do Anel]. Boston: Houghton Mifflin. OCLC 9552942
- Tolkien, J. R. R. (1977).  Tolkien, Christopher, ed. The Silmarillion [O Silmarillion]. Boston: Houghton Mifflin. ISBN 978-0-395-25730-2
- Tolkien, J. R. R. (1986).  Tolkien, Christopher, ed. The Shaping of Middle-earth [A formação da Terra Média]. Boston: Houghton Mifflin. ISBN 978-0-395-42501-5
- Tolkien, J. R. R. (1987).  Tolkien, Christopher, ed. The Lost Road and Other Writings [A Estrada Perdida e Outros Escritos]. Boston: Houghton Mifflin. ISBN 0-395-45519-7
- Tolkien, J. R. R. (1996).  Tolkien, Christopher, ed. The Peoples of Middle-earth [Os povos da Terra Média]. Boston: Houghton Mifflin. pp. 341–400. ISBN 978-0-395-82760-4